# Declaración sobre la eliminación de la discriminación contra la mujer
La declaración sobre la eliminación de la discriminación contra la mujer es una declaración de derechos humanos proclamada por la Asamblea General de Naciones Unidas, dedicada a los derechos de las mujeres. En ella se establece  qué acciones deben tomarse para acabar con la discriminación a la mujer.  Fue adoptado por la Asamblea General el 7 de noviembre de 1967 en su resolución 2263 (XXII). La Declaración fue un importante precursor de la Convención jurídicamente vinculante llamada Convención sobre la eliminación de todas las formas de discriminación contra la mujer.

## Resumen
La declaración sigue la estructura de otros documentos sobre derechos humanos, como la Declaración Universal de los Derechos Humanos, con un preámbulo seguido de once artículos.
Artículo 1 declara que la discriminación contra la mujer es "fundamentalmente injusta y constituye una ofensa a la dignidad humana". El término "discriminación" no es definido.
Artículo 2 exhorta a la abolición de las leyes y costumbres que discriminen a la mujer, el reconocimiento de la igualdad ante la ley, y a los Estados a ratificar y aplicar los instrumentos de derechos humanos de las Naciones Unidas contra la discriminación.
Artículo 3 enfatiza la educación pública para eliminar los prejuicios contra las mujeres.
Artículo 4 llama a que las mujeres disfruten de plenos derechos electorales, incluido el derecho al voto y el derecho a buscar y ocupar cargos públicos.
Artículo 5 considera que las mujeres deben tener los mismos derechos que los hombres a cambiar su nacionalidad.
Artículo 6 propone que las mujeres gocen de plena igualdad en el derecho civil, en particular sobre el matrimonio y el divorcio, y pide que el matrimonio de niños fuera de la ley.
Artículo 7 pide la eliminación de la discriminación de género en el castigo penal.
Artículo 8 exige a los Estados a luchar contra forma de trata de mujeres y explotación de la prostitución de mujeres.
Artículo 9 afirma el mismo derecho a la educación independientemente de su sexo.
Artículo 10 requiere la igualdad de derechos en el lugar de trabajo, incluida la no discriminación en el empleo, igualdad de remuneración por trabajo de igual valor, y licencia por maternidad paga.
Artículo 11 demanda a los Estados a aplicar los principios de la Declaración.